# Rio Volta Negro

Volta Negro (em francês: Mouhoun) é um rio da África Ocidental percorrendo o oeste de Burquina Fasso e corre por 1352 km para o Volta Branco, no Gana. O Volta Preto forma uma pequena parte da fronteira Costa do Marfim-Gana e também uma secção de fronteira Burquina Fasso-Gana.